# Церква святого Димитрія (Козярі)
Церква святого Димитрія в Козярах — парафія і храм греко-католицької громади Підволочиського деканату Тернопільсько-Зборівської архієпархії Української греко-католицької церкви в селі Козярі Тернопільського району Тернопільської области.

## Історія церкви
З давніх-давен село славилося своєю чудовою дерев'яною церквою святого Димитрія, побудова якої датується 1785 роком згідно з шематизмами. Проте під час ремонту 1958 року на бані було виявлено напис грецькою мовою, який вказував, що церкву збудували у 1645 році. Парафія стала греко-католицькою на початку XVIII століття.
У давнину священник проживав на парафії в Козярах, і ця церква була матірною для церков у Новому Селі та Сухівцях, а також до неї належало село Голошинці. Наприкінці XIX століття зріс вплив Нового Села, де було створено самостійну парафію та Новосільський деканат. Церкви в Козярах і Сухівцях стали дочірніми церквами, і їх обслуговували священники з Нового Села.
З 1946 по 1989 рік парафія і храм належали РПЦ. Церква в Козярах діяла лише періодично, богослужіння проводилися 3-4 рази на рік.
Значний внесок у відновлення УГКЦ зробив український емігрант з Канади Богдан Булема, який збудував за власні кошти нову церкву. Побудова храму і діяльність парафії УГКЦ розпочалася у 2001 році. Перші відправи проходили під хрестом, потім — у цокольному приміщенні. 5 вересня 2004 року новозбудовану церкву освятив владика Михаїл Сабрига, а 4 грудня 2005 року він повторно освятив уже розписаний храм.
При парафії діє Вівтарна дружина.

## Парохи
- о. Микола Квич (2001—2004),
- о. Олег Іщук (з 2004).